# Hussein Suleimani
Hussein Suleimani (arabisch حسين السليماني, DMG Ḥusain as-Sulaimānī; * 21. Januar 1977 in Dschidda) ist ein ehemaliger saudi-arabischer Fußballspieler und ehemaliger Kapitän der  saudi-arabischen Nationalmannschaft.

## Karriere

### Klub
Suleimani spielte ab 1997 beim saudi-arabischen Erstligisten al-Ahli aus Dschidda. Dreimal gewann der Verein den Landespokal (1998, 2002, 2007) und 2003 scheiterten sie nur knapp im Finalspiel um die Meisterschaft gegen den Lokalrivalen al-Ittihad. Nach einem Intermezzo bei Neuchâtel Xamax in der Saison 2008/09 landete Suleimani bei al-Nasr FC in der saudischen Hauptstadt Riad. Dort gewann er in den Jahren 2014 und 2015 seine ersten beiden Meisterschaften. Im Jahr 2017 wechselte er im Alter von 40 Jahren zum FC Wereja Stara Sagora nach Bulgarien. Ein Jahr später kehrte er nach Saudi-Arabien zurück, um sich für etwas mehr als ein halbes Jahr dem Ohod Club anzuschließen. Danach kehrte er noch einmal zu al-Ahli zurück und beendete hier nach der Saison 2019/20 auch seine Karriere.

### Nationalmannschaft
Er war Jahre eine feste Größe in der saudi-arabischen Nationalmannschaft auf der linken Defensivseite. Beim Asienpokal 1996 feierte er seinen ersten Erfolg mit dem Team und er hat seitdem an jeder Weltmeisterschaft (1998, 2002) teilgenommen. Bei der Fußball-Weltmeisterschaft 2006 in Deutschland stand er zum dritten Mal in Folge im saudi-arabischen WM-Aufgebot. Am 11. Oktober 2006 absolvierte er im Spiel gegen Jemen in der Asien-Cup-Qualifikation (5:0) sein 100. Länderspiel. Damit ist er der fünfte Spieler seines Landes, dem dies gelang. Nachdem sich Saudi-Arabien nicht für die WM 2010 qualifizieren konnte, beendete Suleimani seine Nationalmannschaftskarriere. 2014 kam er dann aber noch in zwei und 2018 in vier Freundschaftsspielen zum Einsatz.

## Titel / Erfolge
- Saudi-arabischer Meister: 2014, 2015
- Saudi-arabischer Pokalsieger: 1998, 2002, 2007, 2014